# 圣玛丽亚-杜苏阿苏伊
圣玛丽亚-杜苏阿苏伊是巴西米纳斯吉拉斯州的一个市镇。总面积623.66平方公里，总人口14427人，人口密度23.1人/平方公里。